# Camilla (Georgia)
Camilla is een plaats (city) in de Amerikaanse staat Georgia, en valt bestuurlijk gezien onder Mitchell County.

## Demografie
Bij de volkstelling in 2000 werd het aantal inwoners vastgesteld op 5669.
In 2006 is het aantal inwoners door het United States Census Bureau geschat op 5609, een daling van 60 (-1,1%).

## Geografie
Volgens het United States Census Bureau beslaat de plaats een oppervlakte van
15,8 km², geheel bestaande uit land. Camilla ligt op ongeveer 61 m boven zeeniveau.

## Plaatsen in de nabije omgeving
De onderstaande figuur toont nabijgelegen plaatsen in een straal van 28 km rond Camilla.